# Näfels
Näfels är en ort i kommunen Glarus Nord i kantonen Glarus i Schweiz. Den ligger cirka 6,5 kilometer norr om Glarus. Orten har 4 975 invånare (2023).
Orten var före den 1 januari 2011 en egen kommun, men slogs då samman med kommunerna Bilten, Filzbach, Mollis, Mühlehorn, Niederurnen, Oberurnen och Obstalden till den nya kommunen Glarus Nord.